# Balssiathelphusa sucki
Balssiathelphusa sucki is een krabbensoort uit de familie van de Gecarcinucidae. De wetenschappelijke naam van de soort is voor het eerst geldig gepubliceerd in 1937 door Balss.